# Mauritius Commercial Bank
Mauritius Commercial Bank (en français: Banque commerciale de Maurice) est une des principales banques mauriciennes, et la plus ancienne.

## Histoire
La banque a été fondée par un groupe d'industriels de Port-Louis, le 1er septembre 1838, avec un capital de 100,000 livres sterling,. Le gouverneur colonial de l’époque, Sir William Nicolay, proclama la fondation de La Banque commerciale de Maurice.
En 1839, la reine Victoria accorda une Charte royale autorisant la banque à fonctionner pendant vingt ans. Celle-ci fut renouvelée jusqu’en 1955, année durant laquelle le MCB devint une société à responsabilité limitée.
À partir de 1920, la banque commerciale commença son expansion avec l’ouverture de la première branche à Curepipe, suivie de plusieurs autres dans diverses localités de l’île.
De 1991 à 1999, la MCB commença ses opérations bancaires à Paris, La Réunion et Mayotte sous l’enseigne Banque Française Commerciale Océan Indien et ouvrit des succursales MCB à Madagascar, le Mozambique et les Seychelles.
En 2003, le groupe MCB finalisa une entreprise commune à hauteur de 50 % avec la Société générale de France pour gérer la BFCOI,.
En 2016, le DG de la MCB, Rony Lam, pilote pendant dix mois une vente d'envergure avec le rachat par Sanne Group d'IFS Mauritius pour 127,3 millions de dollars.